# Flèche wallonne féminine 2025
Cet article concerne l'édition féminine de la Flèche wallonne féminine. Pour la course masculine, voir Flèche wallonne 2025.
La 28e édition de la Flèche wallonne féminine a lieu le 23 avril 2025. C'est une épreuve de l'UCI World Tour féminin 2025. 

## Équipes
| UCI Women's WorldTeams (14)- AG Insurance-Soudal Team - Canyon//SRAM zondacrypto - Ceratizit Pro Cycling Team - FDJ-Suez - Fenix-Deceuninck - Lidl-Trek - Liv AlUla Jayco - Movistar Team - Roland - Team Picnic PostNL - Team SD Worx-Protime - Team Visma \| Lease a Bike - UAE Team ADQ - Uno-X Mobility UCI Women's ProTeams (7)- Arkéa-B&B Hotels Women - Cofidis Women Team - EF Education-Oatly - Laboral Kutxa-Fundación Euskadi - St Michel-Preference Home-Auber93 - VolkerWessels Women's Pro Cycling Team - Winspace Orange Seal Équipes féminines continentales (3)- Lotto Ladies - Team Coop-Repsol - DD Group Pro Cycling |
| |

## Parcours
Le parcours part de Huy puis se dirige vers Andenne, Havelange, Maffe, Baillonville et Modave en revenant progressivement vers Huy. Il arrive ensuite sur le circuit final comprenant la côte d'Ereffe, la côte de Cherave et le mur de Huy qui est franchi une première fois après 103,5 km. L'arrivée est jugée lors du deuxième passage du Mur de Huy après 140,7 km.
Huit côtes sont répertoriées pour cette édition :
| Num | Nom                  | km    | Longueur (m) | Pente moyenne | km de l'arrivée |
| --- | -------------------- | ----- | ------------ | ------------- | --------------- |
| 1   | Côte de Bohissau     | 10,5  | 1 300        | 7,6           | 130,2           |
| 2   | Côte de Petite-Somme | 58,6  | 800          | 10,8          | 82,1            |
| 3   | Côte d'Ereffe        | 85,1  | 2 100        | 5 %           | 55,3            |
| 4   | Côte de Cherave      | 97,8  | 1 300        | 8,1 %         | 42,9            |
| 5   | Mur de Huy           | 103,5 | 1 300        | 9,6 %         | 37,2            |
| 6   | Côte d'Ereffe        | 122,3 | 2 100        | 5 %           | 18,4            |
| 7   | Côte de Cherave      | 135   | 1 300        | 8,1 %         | 5,7             |
| 8   | Mur de Huy           | 140,7 | 1 300        | 9,6 %         | 0               |

## Classement final
| \| Classement général \| Classement général \| Classement général \| Classement général \| Classement général \| \| Coureuse \| Coureuse \| Pays \| Équipe \| Temps \| \| ------------------ \| ---------------------------- \| ------------------ \| -------------------------- \| ------------------ \| \| 1re \| Puck Pieterse \| Pays-Bas \| Fenix-Deceuninck \| 3 h 53 min 25 s \| \| 2e \| Demi Vollering \| Pays-Bas \| FDJ-Suez \| + 2 s \| \| 3e \| Elisa Longo Borghini \| Italie \| UAE Team ADQ \| + 6 s \| \| 4e \| Katarzyna Niewiadoma \| Pologne \| Canyon//SRAM zondacrypto \| + 6 s \| \| 5e \| Liane Lippert \| Allemagne \| Movistar Team \| + 11 s \| \| 6e \| Kimberley Le Court de Billot \| Maurice \| AG Insurance-Soudal Team \| + 14 s \| \| 7e \| Juliette Labous \| France \| FDJ-Suez \| + 15 s \| \| 8e \| Nienke Vinke \| Pays-Bas \| Team Picnic PostNL \| + 15 s \| \| 9e \| Niamh Fisher-Black \| Nouvelle-Zélande \| Lidl-Trek \| + 20 s \| \| 10e \| Mijntje Geurts \| Pays-Bas \| Team Visma \\| Lease a Bike \| + 20 s \| |                              |                  |                            |                 |
| |                              |                  |                            |                 |
| Source : ProCyclingStats |                              |                  |                            |                 |
| Classement général |                              |                  |                            |                 |
| Coureuse | Coureuse                     | Pays             | Équipe                     | Temps           |
| 1re | Puck Pieterse                | Pays-Bas         | Fenix-Deceuninck           | 3 h 53 min 25 s |
| 2e | Demi Vollering               | Pays-Bas         | FDJ-Suez                   | + 2 s           |
| 3e | Elisa Longo Borghini         | Italie           | UAE Team ADQ               | + 6 s           |
| 4e | Katarzyna Niewiadoma         | Pologne          | Canyon//SRAM zondacrypto   | + 6 s           |
| 5e | Liane Lippert                | Allemagne        | Movistar Team              | + 11 s          |
| 6e | Kimberley Le Court de Billot | Maurice          | AG Insurance-Soudal Team   | + 14 s          |
| 7e | Juliette Labous              | France           | FDJ-Suez                   | + 15 s          |
| 8e | Nienke Vinke                 | Pays-Bas         | Team Picnic PostNL         | + 15 s          |
| 9e | Niamh Fisher-Black           | Nouvelle-Zélande | Lidl-Trek                  | + 20 s          |
| 10e | Mijntje Geurts               | Pays-Bas         | Team Visma \| Lease a Bike | + 20 s          |

## Liste des participants
| Légende | Légende                                                                    | Légende | Légende                                                    |
| ------- | -------------------------------------------------------------------------- | ------- | ---------------------------------------------------------- |
| Num     | Dossard de départ porté par le coureur sur cette Flèche wallonne féminine  | Pos     | Position à l'arrivée de la course                          |
|         | Indique un maillot de champion national ou mondial, suivi de sa spécialité | NP      | Indique un coureur qui n'a pas pris le départ de la course |
| AB      | Indique un coureur qui n'a pas terminé la course                           | HD      | Indique un coureur qui a terminé la course hors des délais |

| Canyon//SRAM zondacrypto CSZ | Canyon//SRAM zondacrypto CSZ | Canyon//SRAM zondacrypto CSZ |
| ---------------------------- | ---------------------------- | ---------------------------- |
| Num                          | Coureuse                     | Pos                          |
| 1                            | Katarzyna Niewiadoma (POL)   | 4e                           |
| 2                            | Neve Bradbury (AUS)          | NP                           |
| 3                            | Cecilie Uttrup Ludwig (DEN)  | 43e                          |
| 4                            | Antonia Niedermaier (GER)    | 26e                          |
| 5                            | Soraya Paladin (ITA)         | 85e                          |
| 6                            | Alice Towers (GBR)           | 57e                          |

| FDJ-Suez TFS | FDJ-Suez TFS                  | FDJ-Suez TFS |
| ------------ | ----------------------------- | ------------ |
| Num          | Coureuse                      | Pos          |
| 11           | Demi Vollering (NED)          | 2e           |
| 12           | Elise Chabbey (SUI)           | 51e          |
| 13           | Léa Curinier (FRA)            | 68e          |
| 14           | Juliette Labous (FRA) (route) | 7e           |
| 15           | Évita Muzic (FRA)             | 11e          |
| 16           | Églantine Rayer (FRA)         | 86e          |

| UAE Team ADQ UAD | UAE Team ADQ UAD                   | UAE Team ADQ UAD |
| ---------------- | ---------------------------------- | ---------------- |
| Num              | Coureuse                           | Pos              |
| 21               | Elisa Longo Borghini (ITA) (route) | 3e               |
| 22               | Brodie Chapman (AUS)               | 42e              |
| 23               | Alena Ivanchenko (RUS)             | 40e              |
| 24               | Erica Magnaldi (ITA)               | 30e              |
| 25               | Greta Marturano (ITA)              | 69e              |
| 26               | Maëva Squiban (FRA)                | 34e              |

| SD Worx-Protime SDW | SD Worx-Protime SDW         | SD Worx-Protime SDW |
| ------------------- | --------------------------- | ------------------- |
| Num                 | Coureuse                    | Pos                 |
| 31                  | Anna van der Breggen (NED)  | NP                  |
| 32                  | Femke Gerritse (NED)        | 50e                 |
| 33                  | Steffi Häberlin (SUI)       | 23e                 |
| 34                  | Mikayla Harvey (NZL)        | 33e                 |
| 35                  | Lotte Kopecky (BEL) (route) | 12e                 |
| 36                  | Lorena Wiebes (NED) (route) | 79e                 |

| Team Picnic PostNL TPP | Team Picnic PostNL TPP        | Team Picnic PostNL TPP |
| ---------------------- | ----------------------------- | ---------------------- |
| Num                    | Coureuse                      | Pos                    |
| 41                     | Marta Cavalli (ITA)           | AB                     |
| 42                     | Eleonora Ciabocco (ITA)       | 25e                    |
| 43                     | Pfeiffer Georgi (GBR) (route) | 65e                    |
| 44                     | Josie Nelson (GBR)            | AB                     |
| 45                     | Esmée Peperkamp (NED)         | AB                     |
| 46                     | Nienke Vinke (NED)            | 8e                     |

| Team Visma \| Lease a Bike TVL | Team Visma \| Lease a Bike TVL | Team Visma \| Lease a Bike TVL |
| ------------------------------ | ------------------------------ | ------------------------------ |
| Num                            | Coureuse                       | Pos                            |
| 51                             | Marion Bunel (FRA)             | 18e                            |
| 52                             | Viktória Chladoňová (SVK)      | 36e                            |
| 53                             | Mijntje Geurts (NED)           | 10e                            |
| 54                             | Maud Oudeman (NED)             | 20e                            |
| 55                             | Rosita Reijnhout (NED)         | AB                             |
| 56                             | Eva van Agt (NED)              | 31e                            |

| Lidl-Trek LTK | Lidl-Trek LTK            | Lidl-Trek LTK |
| ------------- | ------------------------ | ------------- |
| Num           | Coureuse                 | Pos           |
| 61            | Niamh Fisher-Black (NZL) | 9e            |
| 62            | Lizzie Deignan (GBR)     | 82e           |
| 63            | Riejanne Markus (NED)    | 39e           |
| 64            | Gaia Realini (ITA)       | AB            |
| 65            | Amanda Spratt (AUS)      | 46e           |
| 66            | Shirin van Anrooij (NED) | 27e           |

| AG Insurance-Soudal Team AGS | AG Insurance-Soudal Team AGS               | AG Insurance-Soudal Team AGS |
| ---------------------------- | ------------------------------------------ | ---------------------------- |
| Num                          | Coureuse                                   | Pos                          |
| 71                           | Kimberley Le Court de Billot (MRI) (route) | 6e                           |
| 72                           | Lore De Schepper (BEL)                     | AB                           |
| 73                           | Anya Louw (AUS)                            | AB                           |
| 74                           | Alexandra Manly (AUS)                      | 77e                          |
| 75                           | Ashleigh Moolman (RSA) (route)             | 21e                          |
| 76                           | Julie Van de Velde (BEL)                   | AB                           |

| Fenix-Deceuninck FDC | Fenix-Deceuninck FDC             | Fenix-Deceuninck FDC |
| -------------------- | -------------------------------- | -------------------- |
| Num                  | Coureuse                         | Pos                  |
| 81                   | Pauliena Rooijakkers (NED)       | 13e                  |
| 82                   | Ceylin del Carmen Alvarado (NED) | 47e                  |
| 83                   | Sara Casasola (ITA)              | 19e                  |
| 84                   | Yara Kastelijn (NED)             | 15e                  |
| 85                   | Flora Perkins (GBR)              | 48e                  |
| 86                   | Puck Pieterse (NED)              | 1re                  |

| EF Education-Oatly EFC | EF Education-Oatly EFC     | EF Education-Oatly EFC |
| ---------------------- | -------------------------- | ---------------------- |
| Num                    | Coureuse                   | Pos                    |
| 91                     | Noemi Rüegg (SUI) (route)  | AB                     |
| 92                     | Henrietta Christie (NZL)   | 78e                    |
| 93                     | Veronica Ewers (USA)       | AB                     |
| 94                     | Alison Jackson (CAN)       | AB                     |
| 95                     | Cédrine Kerbaol (FRA)      | 28e                    |
| 96                     | Magdeleine Vallieres (CAN) | 14e                    |

| Movistar Team MOV | Movistar Team MOV         | Movistar Team MOV |
| ----------------- | ------------------------- | ----------------- |
| Num               | Coureuse                  | Pos               |
| 101               | Liane Lippert (GER)       | 5e                |
| 102               | Jelena Erić (SRB) (route) | 55e               |
| 103               | Sara Martín (ESP)         | 72e               |
| 104               | Mareille Meijering (NED)  | 29e               |
| 105               | Paula Patiño (COL)        | AB                |
| 106               | Claire Steels (GBR)       | 81e               |

| Ceratizit Pro Cycling Team CTC | Ceratizit Pro Cycling Team CTC | Ceratizit Pro Cycling Team CTC |
| ------------------------------ | ------------------------------ | ------------------------------ |
| Num                            | Coureuse                       | Pos                            |
| 111                            | Dilyxine Miermont (FRA)        | 38e                            |
| 112                            | Elena Hartmann (SUI)           | 52e                            |
| 113                            | Fariba Hashimi (AFG)           | AB                             |
| 114                            | Marta Jaskulska (POL)          | 75e                            |
| 115                            | Célia Le Mouël (FRA)           | 44e                            |
| 116                            | Petra Zsankó (HUN)             | 54e                            |

| Laboral Kutxa-Fundación Euskadi LKF | Laboral Kutxa-Fundación Euskadi LKF | Laboral Kutxa-Fundación Euskadi LKF |
| ----------------------------------- | ----------------------------------- | ----------------------------------- |
| Num                                 | Coureuse                            | Pos                                 |
| 121                                 | Ane Santesteban (ESP)               | 71e                                 |
| 122                                 | Julia Biryukova (UKR)               | 61e                                 |
| 123                                 | Yanina Kuskova (UZB)                | 73e                                 |
| 124                                 | Debora Silvestri (ITA)              | AB                                  |
| 125                                 | Alba Teruel (ESP)                   | AB                                  |
| 126                                 | Eneritz Vadillo (ESP)               | AB                                  |

| Liv AlUla Jayco LIV | Liv AlUla Jayco LIV         | Liv AlUla Jayco LIV |
| ------------------- | --------------------------- | ------------------- |
| Num                 | Coureuse                    | Pos                 |
| 131                 | Silke Smulders (NED)        | 24e                 |
| 132                 | Caroline Andersson (SWE)    | AB                  |
| 133                 | Ruby Roseman-Gannon (AUS)   | 53e                 |
| 134                 | Quinty Ton (NED)            | 41e                 |
| 135                 | Anna Trevisi (ITA)          | AB                  |
| 136                 | Monica Trinca Colonel (ITA) | 22e                 |

| Uno-X Mobility UXM | Uno-X Mobility UXM                  | Uno-X Mobility UXM |
| ------------------ | ----------------------------------- | ------------------ |
| Num                | Coureuse                            | Pos                |
| 141                | Anouska Koster (NED)                | AB                 |
| 142                | Katrine Aalerud (NOR)               | 16e                |
| 143                | Solbjørk Minke Anderson (DEN)       | 74e                |
| 144                | Simone Boilard (CAN)                | AB                 |
| 145                | Ingvild Gåskjenn (NOR)              | AB                 |
| 146                | Mie Bjørndal Ottestad (NOR) (route) | 56e                |

| VolkerWessels VWT | VolkerWessels VWT      | VolkerWessels VWT |
| ----------------- | ---------------------- | ----------------- |
| Num               | Coureuse               | Pos               |
| 151               | Eline Jansen (NED)     | 17e               |
| 152               | Anne Knijnenburg (NED) | 76e               |
| 153               | Marieke Meert (BEL)    | 63e               |
| 154               | Laura Molenaar (NED)   | AB                |
| 155               | Anne Van Rooijen (NED) | AB                |
| 156               | Bodine Vollering (NED) | AB                |

| Arkéa-B&B Hotels Women ARK | Arkéa-B&B Hotels Women ARK | Arkéa-B&B Hotels Women ARK |
| -------------------------- | -------------------------- | -------------------------- |
| Num                        | Coureuse                   | Pos                        |
| 161                        | Lotte Claes (BEL)          | 35e                        |
| 162                        | Laura Asencio (FRA)        | AB                         |
| 163                        | Valentina Cavallar (AUT)   | AB                         |
| 164                        | Maaike Coljé (NED)         | AB                         |
| 165                        | Michaela Drummond (NZL)    | AB                         |
| 166                        | Titia Ryo (FRA)            | 80e                        |

| Roland CGS | Roland CGS            | Roland CGS |
| ---------- | --------------------- | ---------- |
| Num        | Coureuse              | Pos        |
| 171        | Morgane Coston (FRA)  | AB         |
| 172        | Tamara Dronova (RUS)  | AB         |
| 173        | Giulia Giuliani (ITA) | AB         |
| 174        | Petra Stiasny (SUI)   | 62e        |

| Cofidis COF | Cofidis COF            | Cofidis COF |
| ----------- | ---------------------- | ----------- |
| Num         | Coureuse               | Pos         |
| 181         | Julie Bego (FRA)       | AB          |
| 182         | Flavie Boulais (FRA)   | AB          |
| 183         | Victorie Guilman (FRA) | AB          |
| 184         | Špela Kern (SLO)       | AB          |
| 185         | Clara Koppenburg (GER) | AB          |
| 186         | Nikola Nosková (CZE)   | AB          |

| St Michel-Preference Home-Auber 93 AUB | St Michel-Preference Home-Auber 93 AUB | St Michel-Preference Home-Auber 93 AUB |
| -------------------------------------- | -------------------------------------- | -------------------------------------- |
| Num                                    | Coureuse                               | Pos                                    |
| 191                                    | Ségolène Thomas (FRA)                  | 58e                                    |
| 192                                    | Lucie Fityus (AUS)                     | 70e                                    |
| 193                                    | Adèle Normand (CAN)                    | AB                                     |
| 194                                    | Coline Raby (FRA)                      | AB                                     |
| 195                                    | Ella Simpson (AUS)                     | AB                                     |
| 196                                    | Emily Watts (AUS)                      | 59e                                    |

| Winspace Orange Seal WOS | Winspace Orange Seal WOS | Winspace Orange Seal WOS |
| ------------------------ | ------------------------ | ------------------------ |
| Num                      | Coureuse                 | Pos                      |
| 201                      | Karolina Perekitko (POL) | AB                       |
| 202                      | Camille Fahy (FRA)       | 84e                      |
| 203                      | Jenaya Francis (CAN)     | 60e                      |
| 204                      | Nadia Gontova (CAN)      | 37e                      |
| 205                      | Kiara Lylyk (CAN)        | AB                       |
| 206                      | Constance Valentin (FRA) | 87e                      |

| Team Coop-Repsol HPU | Team Coop-Repsol HPU   | Team Coop-Repsol HPU |
| -------------------- | ---------------------- | -------------------- |
| Num                  | Coureuse               | Pos                  |
| 211                  | India Grangier (FRA)   | AB                   |
| 212                  | Stine Dale (NOR)       | 49e                  |
| 213                  | Monica Greenwood (GBR) | AB                   |
| 214                  | Tiril Jørgensen (NOR)  | 66e                  |
| 215                  | Stina Kagevi (SWE)     | 32e                  |
| 216                  | Magdalene Lind (NOR)   | 64e                  |

| Lotto Ladies LOL | Lotto Ladies LOL            | Lotto Ladies LOL |
| ---------------- | --------------------------- | ---------------- |
| Num              | Coureuse                    | Pos              |
| 221              | Maureen Arens (NED)         | AB               |
| 222              | Lucy Bénézet Minns (IRL)    | AB               |
| 223              | Dina Boels (BEL)            | AB               |
| 224              | Audrey De Keersmaeker (BEL) | 45e              |
| 225              | Esmée Gielkens (BEL)        | 83e              |
| 226              | Sterre Vervloet (BEL)       | AB               |

| DD Group Pro Cycling DDG | DD Group Pro Cycling DDG   | DD Group Pro Cycling DDG |
| ------------------------ | -------------------------- | ------------------------ |
| Num                      | Coureuse                   | Pos                      |
| 231                      | Manon De Boer (NED)        | 67e                      |
| 232                      | Marieke Goossenaerts (BEL) | AB                       |
| 233                      | Cleo Kiekens (BEL)         | AB                       |
| 234                      | Julie Stockman (BEL)       | AB                       |
| 235                      | Yonna Van Dam (NED)        | AB                       |
| 236                      | Julie Vlyminck (BEL)       | AB                       |

| Canyon//SRAM zondacrypto CSZ | Canyon//SRAM zondacrypto CSZ | Canyon//SRAM zondacrypto CSZ |
| ---------------------------- | ---------------------------- | ---------------------------- |
| Num                          | Coureuse                     | Pos                          |
| 1                            | Katarzyna Niewiadoma (POL)   | 4e                           |
| 2                            | Neve Bradbury (AUS)          | NP                           |
| 3                            | Cecilie Uttrup Ludwig (DEN)  | 43e                          |
| 4                            | Antonia Niedermaier (GER)    | 26e                          |
| 5                            | Soraya Paladin (ITA)         | 85e                          |
| 6                            | Alice Towers (GBR)           | 57e                          |

| FDJ-Suez TFS | FDJ-Suez TFS                  | FDJ-Suez TFS |
| ------------ | ----------------------------- | ------------ |
| Num          | Coureuse                      | Pos          |
| 11           | Demi Vollering (NED)          | 2e           |
| 12           | Elise Chabbey (SUI)           | 51e          |
| 13           | Léa Curinier (FRA)            | 68e          |
| 14           | Juliette Labous (FRA) (route) | 7e           |
| 15           | Évita Muzic (FRA)             | 11e          |
| 16           | Églantine Rayer (FRA)         | 86e          |

| UAE Team ADQ UAD | UAE Team ADQ UAD                   | UAE Team ADQ UAD |
| ---------------- | ---------------------------------- | ---------------- |
| Num              | Coureuse                           | Pos              |
| 21               | Elisa Longo Borghini (ITA) (route) | 3e               |
| 22               | Brodie Chapman (AUS)               | 42e              |
| 23               | Alena Ivanchenko (RUS)             | 40e              |
| 24               | Erica Magnaldi (ITA)               | 30e              |
| 25               | Greta Marturano (ITA)              | 69e              |
| 26               | Maëva Squiban (FRA)                | 34e              |

| SD Worx-Protime SDW | SD Worx-Protime SDW         | SD Worx-Protime SDW |
| ------------------- | --------------------------- | ------------------- |
| Num                 | Coureuse                    | Pos                 |
| 31                  | Anna van der Breggen (NED)  | NP                  |
| 32                  | Femke Gerritse (NED)        | 50e                 |
| 33                  | Steffi Häberlin (SUI)       | 23e                 |
| 34                  | Mikayla Harvey (NZL)        | 33e                 |
| 35                  | Lotte Kopecky (BEL) (route) | 12e                 |
| 36                  | Lorena Wiebes (NED) (route) | 79e                 |

| Team Picnic PostNL TPP | Team Picnic PostNL TPP        | Team Picnic PostNL TPP |
| ---------------------- | ----------------------------- | ---------------------- |
| Num                    | Coureuse                      | Pos                    |
| 41                     | Marta Cavalli (ITA)           | AB                     |
| 42                     | Eleonora Ciabocco (ITA)       | 25e                    |
| 43                     | Pfeiffer Georgi (GBR) (route) | 65e                    |
| 44                     | Josie Nelson (GBR)            | AB                     |
| 45                     | Esmée Peperkamp (NED)         | AB                     |
| 46                     | Nienke Vinke (NED)            | 8e                     |

| Team Visma \| Lease a Bike TVL | Team Visma \| Lease a Bike TVL | Team Visma \| Lease a Bike TVL |
| ------------------------------ | ------------------------------ | ------------------------------ |
| Num                            | Coureuse                       | Pos                            |
| 51                             | Marion Bunel (FRA)             | 18e                            |
| 52                             | Viktória Chladoňová (SVK)      | 36e                            |
| 53                             | Mijntje Geurts (NED)           | 10e                            |
| 54                             | Maud Oudeman (NED)             | 20e                            |
| 55                             | Rosita Reijnhout (NED)         | AB                             |
| 56                             | Eva van Agt (NED)              | 31e                            |

| Lidl-Trek LTK | Lidl-Trek LTK            | Lidl-Trek LTK |
| ------------- | ------------------------ | ------------- |
| Num           | Coureuse                 | Pos           |
| 61            | Niamh Fisher-Black (NZL) | 9e            |
| 62            | Lizzie Deignan (GBR)     | 82e           |
| 63            | Riejanne Markus (NED)    | 39e           |
| 64            | Gaia Realini (ITA)       | AB            |
| 65            | Amanda Spratt (AUS)      | 46e           |
| 66            | Shirin van Anrooij (NED) | 27e           |

| AG Insurance-Soudal Team AGS | AG Insurance-Soudal Team AGS               | AG Insurance-Soudal Team AGS |
| ---------------------------- | ------------------------------------------ | ---------------------------- |
| Num                          | Coureuse                                   | Pos                          |
| 71                           | Kimberley Le Court de Billot (MRI) (route) | 6e                           |
| 72                           | Lore De Schepper (BEL)                     | AB                           |
| 73                           | Anya Louw (AUS)                            | AB                           |
| 74                           | Alexandra Manly (AUS)                      | 77e                          |
| 75                           | Ashleigh Moolman (RSA) (route)             | 21e                          |
| 76                           | Julie Van de Velde (BEL)                   | AB                           |

| Fenix-Deceuninck FDC | Fenix-Deceuninck FDC             | Fenix-Deceuninck FDC |
| -------------------- | -------------------------------- | -------------------- |
| Num                  | Coureuse                         | Pos                  |
| 81                   | Pauliena Rooijakkers (NED)       | 13e                  |
| 82                   | Ceylin del Carmen Alvarado (NED) | 47e                  |
| 83                   | Sara Casasola (ITA)              | 19e                  |
| 84                   | Yara Kastelijn (NED)             | 15e                  |
| 85                   | Flora Perkins (GBR)              | 48e                  |
| 86                   | Puck Pieterse (NED)              | 1re                  |

| EF Education-Oatly EFC | EF Education-Oatly EFC     | EF Education-Oatly EFC |
| ---------------------- | -------------------------- | ---------------------- |
| Num                    | Coureuse                   | Pos                    |
| 91                     | Noemi Rüegg (SUI) (route)  | AB                     |
| 92                     | Henrietta Christie (NZL)   | 78e                    |
| 93                     | Veronica Ewers (USA)       | AB                     |
| 94                     | Alison Jackson (CAN)       | AB                     |
| 95                     | Cédrine Kerbaol (FRA)      | 28e                    |
| 96                     | Magdeleine Vallieres (CAN) | 14e                    |

| Movistar Team MOV | Movistar Team MOV         | Movistar Team MOV |
| ----------------- | ------------------------- | ----------------- |
| Num               | Coureuse                  | Pos               |
| 101               | Liane Lippert (GER)       | 5e                |
| 102               | Jelena Erić (SRB) (route) | 55e               |
| 103               | Sara Martín (ESP)         | 72e               |
| 104               | Mareille Meijering (NED)  | 29e               |
| 105               | Paula Patiño (COL)        | AB                |
| 106               | Claire Steels (GBR)       | 81e               |

| Ceratizit Pro Cycling Team CTC | Ceratizit Pro Cycling Team CTC | Ceratizit Pro Cycling Team CTC |
| ------------------------------ | ------------------------------ | ------------------------------ |
| Num                            | Coureuse                       | Pos                            |
| 111                            | Dilyxine Miermont (FRA)        | 38e                            |
| 112                            | Elena Hartmann (SUI)           | 52e                            |
| 113                            | Fariba Hashimi (AFG)           | AB                             |
| 114                            | Marta Jaskulska (POL)          | 75e                            |
| 115                            | Célia Le Mouël (FRA)           | 44e                            |
| 116                            | Petra Zsankó (HUN)             | 54e                            |

| Laboral Kutxa-Fundación Euskadi LKF | Laboral Kutxa-Fundación Euskadi LKF | Laboral Kutxa-Fundación Euskadi LKF |
| ----------------------------------- | ----------------------------------- | ----------------------------------- |
| Num                                 | Coureuse                            | Pos                                 |
| 121                                 | Ane Santesteban (ESP)               | 71e                                 |
| 122                                 | Julia Biryukova (UKR)               | 61e                                 |
| 123                                 | Yanina Kuskova (UZB)                | 73e                                 |
| 124                                 | Debora Silvestri (ITA)              | AB                                  |
| 125                                 | Alba Teruel (ESP)                   | AB                                  |
| 126                                 | Eneritz Vadillo (ESP)               | AB                                  |

| Liv AlUla Jayco LIV | Liv AlUla Jayco LIV         | Liv AlUla Jayco LIV |
| ------------------- | --------------------------- | ------------------- |
| Num                 | Coureuse                    | Pos                 |
| 131                 | Silke Smulders (NED)        | 24e                 |
| 132                 | Caroline Andersson (SWE)    | AB                  |
| 133                 | Ruby Roseman-Gannon (AUS)   | 53e                 |
| 134                 | Quinty Ton (NED)            | 41e                 |
| 135                 | Anna Trevisi (ITA)          | AB                  |
| 136                 | Monica Trinca Colonel (ITA) | 22e                 |

| Uno-X Mobility UXM | Uno-X Mobility UXM                  | Uno-X Mobility UXM |
| ------------------ | ----------------------------------- | ------------------ |
| Num                | Coureuse                            | Pos                |
| 141                | Anouska Koster (NED)                | AB                 |
| 142                | Katrine Aalerud (NOR)               | 16e                |
| 143                | Solbjørk Minke Anderson (DEN)       | 74e                |
| 144                | Simone Boilard (CAN)                | AB                 |
| 145                | Ingvild Gåskjenn (NOR)              | AB                 |
| 146                | Mie Bjørndal Ottestad (NOR) (route) | 56e                |

| VolkerWessels VWT | VolkerWessels VWT      | VolkerWessels VWT |
| ----------------- | ---------------------- | ----------------- |
| Num               | Coureuse               | Pos               |
| 151               | Eline Jansen (NED)     | 17e               |
| 152               | Anne Knijnenburg (NED) | 76e               |
| 153               | Marieke Meert (BEL)    | 63e               |
| 154               | Laura Molenaar (NED)   | AB                |
| 155               | Anne Van Rooijen (NED) | AB                |
| 156               | Bodine Vollering (NED) | AB                |

| Arkéa-B&B Hotels Women ARK | Arkéa-B&B Hotels Women ARK | Arkéa-B&B Hotels Women ARK |
| -------------------------- | -------------------------- | -------------------------- |
| Num                        | Coureuse                   | Pos                        |
| 161                        | Lotte Claes (BEL)          | 35e                        |
| 162                        | Laura Asencio (FRA)        | AB                         |
| 163                        | Valentina Cavallar (AUT)   | AB                         |
| 164                        | Maaike Coljé (NED)         | AB                         |
| 165                        | Michaela Drummond (NZL)    | AB                         |
| 166                        | Titia Ryo (FRA)            | 80e                        |

| Roland CGS | Roland CGS            | Roland CGS |
| ---------- | --------------------- | ---------- |
| Num        | Coureuse              | Pos        |
| 171        | Morgane Coston (FRA)  | AB         |
| 172        | Tamara Dronova (RUS)  | AB         |
| 173        | Giulia Giuliani (ITA) | AB         |
| 174        | Petra Stiasny (SUI)   | 62e        |

| Cofidis COF | Cofidis COF            | Cofidis COF |
| ----------- | ---------------------- | ----------- |
| Num         | Coureuse               | Pos         |
| 181         | Julie Bego (FRA)       | AB          |
| 182         | Flavie Boulais (FRA)   | AB          |
| 183         | Victorie Guilman (FRA) | AB          |
| 184         | Špela Kern (SLO)       | AB          |
| 185         | Clara Koppenburg (GER) | AB          |
| 186         | Nikola Nosková (CZE)   | AB          |

| St Michel-Preference Home-Auber 93 AUB | St Michel-Preference Home-Auber 93 AUB | St Michel-Preference Home-Auber 93 AUB |
| -------------------------------------- | -------------------------------------- | -------------------------------------- |
| Num                                    | Coureuse                               | Pos                                    |
| 191                                    | Ségolène Thomas (FRA)                  | 58e                                    |
| 192                                    | Lucie Fityus (AUS)                     | 70e                                    |
| 193                                    | Adèle Normand (CAN)                    | AB                                     |
| 194                                    | Coline Raby (FRA)                      | AB                                     |
| 195                                    | Ella Simpson (AUS)                     | AB                                     |
| 196                                    | Emily Watts (AUS)                      | 59e                                    |

| Winspace Orange Seal WOS | Winspace Orange Seal WOS | Winspace Orange Seal WOS |
| ------------------------ | ------------------------ | ------------------------ |
| Num                      | Coureuse                 | Pos                      |
| 201                      | Karolina Perekitko (POL) | AB                       |
| 202                      | Camille Fahy (FRA)       | 84e                      |
| 203                      | Jenaya Francis (CAN)     | 60e                      |
| 204                      | Nadia Gontova (CAN)      | 37e                      |
| 205                      | Kiara Lylyk (CAN)        | AB                       |
| 206                      | Constance Valentin (FRA) | 87e                      |

| Team Coop-Repsol HPU | Team Coop-Repsol HPU   | Team Coop-Repsol HPU |
| -------------------- | ---------------------- | -------------------- |
| Num                  | Coureuse               | Pos                  |
| 211                  | India Grangier (FRA)   | AB                   |
| 212                  | Stine Dale (NOR)       | 49e                  |
| 213                  | Monica Greenwood (GBR) | AB                   |
| 214                  | Tiril Jørgensen (NOR)  | 66e                  |
| 215                  | Stina Kagevi (SWE)     | 32e                  |
| 216                  | Magdalene Lind (NOR)   | 64e                  |

| Lotto Ladies LOL | Lotto Ladies LOL            | Lotto Ladies LOL |
| ---------------- | --------------------------- | ---------------- |
| Num              | Coureuse                    | Pos              |
| 221              | Maureen Arens (NED)         | AB               |
| 222              | Lucy Bénézet Minns (IRL)    | AB               |
| 223              | Dina Boels (BEL)            | AB               |
| 224              | Audrey De Keersmaeker (BEL) | 45e              |
| 225              | Esmée Gielkens (BEL)        | 83e              |
| 226              | Sterre Vervloet (BEL)       | AB               |

| DD Group Pro Cycling DDG | DD Group Pro Cycling DDG   | DD Group Pro Cycling DDG |
| ------------------------ | -------------------------- | ------------------------ |
| Num                      | Coureuse                   | Pos                      |
| 231                      | Manon De Boer (NED)        | 67e                      |
| 232                      | Marieke Goossenaerts (BEL) | AB                       |
| 233                      | Cleo Kiekens (BEL)         | AB                       |
| 234                      | Julie Stockman (BEL)       | AB                       |
| 235                      | Yonna Van Dam (NED)        | AB                       |
| 236                      | Julie Vlyminck (BEL)       | AB                       |